# Leona Lásková
Leona Lásková (* 7. dubna 1970) je bývalá česká tenistka a reprezentantka.
Na profesionálním okruhu se pohybovala v letech 1985–1995. V roce 1986 vyhrála ve dvouhře mistrovství republiky starších dorostenek "Pardubickou juniorku". Na žebříčku WTA se ve dvouhře nejvýše umístila v červenci 1989 na 122. místě a ve čtyřhře pak v dubnu 1991 na 93. místě.
https://web.archive.org/web/20150528100436/http://pardubickajuniorka.cz/2014/page.php?pageid=10
http://www.wtatennis.com/players/player/4534/title/leona-laskova#results